# Lacombe (Alberta)
Lacombe es una ciudad canadiense situada en la provincia de Alberta.

## Superficie
Lacombe tiene una superficie de 20,59 km².

## Demografía
En 2021, tenía 13 396 habitantes, una densidad poblacional de 650,8 hab./km², y 5552 viviendas.